# Campionati canadesi di sci alpino 2023
I Campionati canadesi di sci alpino 2023 si sono svolti a Kimberley dal 15 al 17 marzo; il programma ha incluso gare di supergigante, slalom gigante e slalom speciale, sia maschili sia femminili. 
Trattandosi di competizioni valide anche ai fini del punteggio FIS, vi hanno potuto partecipare anche sciatori di altre federazioni, senza che questo consentisse loro di concorrere al titolo nazionale canadese. 

## Risultati

### Uomini

#### Supergigante
| Pos. | Atleta            | Nazione     | Tempo   |
| ---- | ----------------- | ----------- | ------- |
| 1    | Kyle Alexander    | Canada      | 1:02,10 |
| 2    | Riley Seger       | Canada      | 1:02,35 |
| 3    | Sam Mulligan      | Canada      | 1:02,40 |
| 4    | Benjamin Thomsen  | Canada      | 1:02,89 |
| 5    | Étienne Mazellier | Canada      | 1:03,02 |
| 6    | Justin Alkier     | Canada      | 1:03,03 |
| 7    | Dylan Timm        | Canada      | 1:03,17 |
| 8    | Jamie Casselman   | Canada      | 1:03,54 |
| 9    | Tanner Perkins    | Stati Uniti | 1:03,74 |
| 10   | Kyle Blandford    | Canada      | 1:04,05 |

Data: 16 marzo

#### Slalom gigante
| Pos. | Atleta            | Nazione     | Tempo   |
| ---- | ----------------- | ----------- | ------- |
| 1    | Justin Alkier     | Canada      | 2:47,53 |
| 2    | Riley Seger       | Canada      | 2:47,94 |
| 3    | Sam Mulligan      | Canada      | 2:48,54 |
| 4    | Jamie Casselman   | Canada      | 2:49,30 |
| 5    | Declan McCormack  | Canada      | 2:49,31 |
| 6    | Gianluca Böhm     | Svizzera    | 2:49,33 |
| 7    | Étienne Mazellier | Canada      | 2:50,14 |
| 8    | Ryder Sarchett    | Stati Uniti | 2:50,38 |
| 9    | Simon Fournier    | Canada      | 2:50,75 |
| 10   | Kyle Blandford    | Canada      | 2:52,15 |

Data: 15 marzo

#### Slalom speciale
| Pos. | Atleta               | Nazione     | Tempo   |
| ---- | -------------------- | ----------- | ------- |
| 1    | Liam Wallace         | Canada      | 1:50,96 |
| 2    | Justin Alkier        | Canada      | 1:51,39 |
| 3    | Asher Jordan         | Canada      | 1:51,53 |
| 4    | Declan McCormack     | Canada      | 1:51,56 |
| 5    | Gianluca Böhm        | Svizzera    | 1:52,49 |
| 6    | Simon Fournier       | Canada      | 1:53,01 |
| 7    | Jamie Casselman      | Canada      | 1:54,35 |
| 8    | Mackenzie Wood       | Canada      | 1:54,64 |
| 9    | Townsend Mikell      | Stati Uniti | 1:54,72 |
| 10   | Jesse Kertesz-Knight | Canada      | 1:54,76 |

Data: 17 marzo

### Donne

#### Supergigante
| Pos. | Atleta                  | Nazione     | Tempo   |
| ---- | ----------------------- | ----------- | ------- |
| 1    | Britt Richardson        | Canada      | 1:04,23 |
| 2    | Cassidy Gray            | Canada      | 1:04,56 |
| 3    | Patricia Mangan         | Stati Uniti | 1:04,95 |
| 4    | Ashley Campbell         | Canada      | 1:05,57 |
| 5    | Alice Marchessault      | Canada      | 1:05,76 |
| 6    | Kaïla Lafrenière        | Canada      | 1:06,08 |
| 7    | Anne-Catherine Théberge | Canada      | 1:06,14 |
| 8    | Lily Sewell             | Canada      | 1:06,83 |
| 9    | Zoe Gray                | Canada      | 1:07,36 |
| 10   | Amélie Bourgeois        | Canada      | 1:07,42 |

Data: 16 marzo

#### Slalom gigante
| Pos. | Atleta                  | Nazione | Tempo   |
| ---- | ----------------------- | ------- | ------- |
| 1    | Cassidy Gray            | Canada  | 2:45,83 |
| 2    | Britt Richardson        | Canada  | 2:48,40 |
| 3    | Eleri Smart             | Canada  | 2:51,53 |
| 4    | Kaïla Lafrenière        | Canada  | 2:52,45 |
| 5    | Makenna Lebsack         | Canada  | 2:53,10 |
| 6    | Alice Marchessault      | Canada  | 2:53,13 |
| 7    | Mika-Anne Reha          | Canada  | 2:53,63 |
| 8    | Lily Sewell             | Canada  | 2:54,35 |
| 9    | Anne-Catherine Théberge | Canada  | 2:55,57 |
| 10   | Zoe Gray                | Canada  | 2:57,92 |

Data: 15 marzo

#### Slalom speciale
| Pos. | Atleta             | Nazione | Tempo   |
| ---- | ------------------ | ------- | ------- |
| 1    | Eleri Smart        | Canada  | 1:57,25 |
| 2    | Cassidy Gray       | Canada  | 1:57,61 |
| 3    | Alice Marchessault | Canada  | 1:57,85 |
| 4    | Mika-Anne Reha     | Canada  | 1:58,12 |
| 5    | Ashley Campbell    | Canada  | 1:59,12 |
| 6    | Kaïla Lafrenière   | Canada  | 1:59,26 |
| 7    | Lily Sewell        | Canada  | 1:59,34 |
| 8    | Kendra Giesbrecht  | Canada  | 1:59,81 |
| 9    | Megan Heckey       | Canada  | 2:00,17 |
| 10   | Polly Lang         | Canada  | 2:00,25 |

Data: 17 marzo